# 留産駅

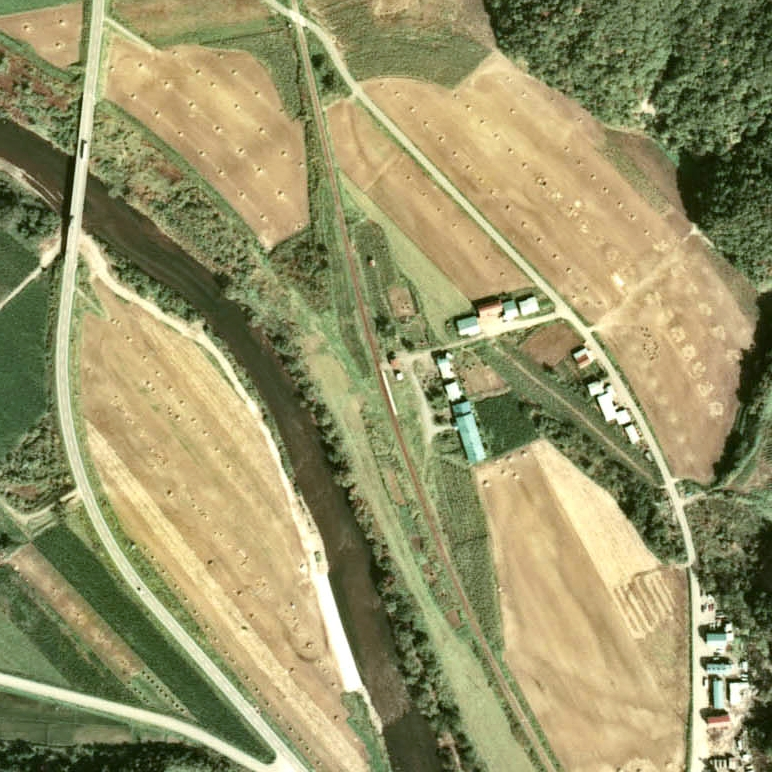
1976年の留産駅と周囲約500m範囲。下が伊達紋別方面。

留産駅（るさんえき）は、北海道（後志支庁）虻田郡喜茂別町字留産にかつて設置されていた、日本国有鉄道（国鉄）胆振線の駅（廃駅）である。電報略号はルサ。事務管理コードは▲131911。

## 歴史
- 1928年（昭和3年）10月21日 - 胆振鉄道京極駅 - 喜茂別駅（初代）間の開通に伴い、開業。一般駅[1]。
- 1941年（昭和16年）9月27日 - 胆振鉄道が胆振縦貫鉄道に譲渡（合併）される。それに伴い、同鉄道の駅となる。
- 1944年（昭和19年）7月1日 - 胆振縦貫鉄道が戦時買収により国有化され、路線名を胆振線に改称。それに伴い、同線の駅となる[1]。
- 1971年（昭和46年）10月1日 - 貨物・荷物の取り扱いを廃止[1][4]。無人駅となる[5]（簡易委託化[6]）。
- 1986年（昭和61年）11月1日 - 胆振線の全線廃止に伴い、廃駅となる[2]。

### 駅名の由来
所在地名より。アイヌ語の「ルオサニ（ru-o-san-i）」（道が・そこで・浜の方〔＝大きな川の端〕へ出る・処）に由来するとされる。松浦武四郎の図にも当地とされる場所にこれを略して名づけられたと考えられる「ルウサン」と記されており、それに字をあてて名づけられたと考えられる。

## 駅構造
廃止時点で、単式ホーム1面1線を有する地上駅であった。ホームは、線路の東側（倶知安方面に向かって右手側）に存在した。転轍機を持たない棒線駅となっていた。かつては相対式ホーム2面2線を有する、列車交換可能な交換駅であった。使われなくなった構内西側の1線は、交換設備運用停止後に線路、ホーム共に撤去されていた。
無人駅となっており、待合所機能のみの駅舎が残っていた。駅舎は構内の東側に位置し、ホームから少し離れていた。ホーム北側の出入口は階段となっていた。

## 利用状況
- 1981年度（昭和56年度）の1日当たりの乗降客数は5人[9]。

## 駅周辺
ジャガイモ畑に囲まれていた。
- 国道276号（尻別国道）[11]
- 北海道道257号留寿都喜茂別線[11]
- 尻別川[11]
- 羊蹄山（蝦夷富士） - 駅の北西[11]。
- 尻別山 - 駅の南。標高1,107m[11]。

## 駅跡
2001年（平成13年）時点では畑となっており、2010年（平成22年）時点でも同様であった。

## 隣の駅
日本国有鉄道
胆振線
喜茂別駅 - 留産駅 - 南京極駅